# ビバナミダ
「ビバナミダ」は、岡村靖幸の26枚目のシングル。
2013年10月2日にV4 Recordより発売された。

## 概要
岡村の不祥事による活動休止期間を経て前作「はっきりもっと勇敢になって」から6年1か月振りに発売された。もともとはSMAPへの提供候補曲であった。
DVD付スペース☆ダンディ盤と通常盤の2形態で発売。表題曲「ビバナミダ」は、テレビアニメ『スペース☆ダンディ』の主題歌（アニメタイアップは1988年「SUPER GIRL」以来25年振り）。作詞はNONA REEVESの西寺郷太との共作。Yun*chiが『アニ*ゆん〜anime song cover〜』(2015年4月15日発売）で『ビバナミダ』をカバー。

## 収録曲
（全作曲・編曲：岡村靖幸）
1. ビバナミダ
作詞：岡村靖幸・西寺郷太
2. ヘルシーメルシー
作詞：岡村靖幸

### スペース☆ダンディ盤

#### CD
1. ビバナミダ
2. ヘルシーメルシー
3. スキャンティブルース
作詞：meg
megへの提供曲。スペース☆ダンディ盤のみに収録。
4. SMELL
作詞：櫻井敦司
櫻井敦司への提供曲。スペース☆ダンディ盤のみに収録。

#### DVD
1. ビバナミダ (全編アニメーション・ミュージックビデオ)